# WTA Tournament of Champions
Het Tournament of Champions was in de periode 2009–2014 een jaarlijks tennistoernooi voor vrouwen dat aan het eind van het tennisseizoen werd gehouden. De officiële naam van het toernooi was Garanti Koza Tournament of Champions.
Voor dit toernooi werden tennisspeelsters uitgenodigd die:
- op dat moment een hoge positie innamen op de WTA-ranglijst enkelspel en bovendien
- dat jaar minimaal één WTA-toernooi uit de categorie International wonnen, maar
- die niet tot de speelsters behoorden die dat jaar werden uitgenodigd voor de WTA Tour Championships
- en evenmin dat jaar zouden deelnemen aan de finale van de Fed Cup.

Volgens de WTA zouden door dit systeem de "kampioenen van de volgende generatie" deelnemen.

## Geschiedenis
In de jaren tachtig van de twintigste eeuw werd dit principe tweemaal eerder toegepast. De winnaressen van de acht lager geklasseerde 'Ginny'-toernooien streden aan het eind van het seizoen om de Ginny Championships. Over 1983 gebeurde dat in november 1983 in Honolulu (Hawaï), en over 1984 in december 1984/januari 1985 in Port St. Lucie (Florida). Er was zowel een kampioenschap in het enkelspel als een in het dubbelspel, en er werd gespeeld op binnenbanen. Hoger geklasseerde Tournament of Champions-evenementen vonden plaats in Orlando (1980–1985) en Marco Island (1986) – deze werden op gravel gespeeld in de open lucht en omvatten eveneens een enkel- en dubbelspeltoernooi.
In de periode 2009–2014 organiseerde de WTA opnieuw een dergelijk (enkelspel)toernooi, dat zich ontrolde op hardcourt. Daar was geen dubbelspeltoernooi aan verbonden.
De eerste drie edities (2009–2011) werden gespeeld op het Indonesische eiland Bali, in de badplaats Nusa Dua. Daar vond tot en met 2008 jaarlijks het WTA-toernooi van Bali plaats. De volgende drie edities (2012–2014) werden georganiseerd in de Bulgaarse hoofdstad Sofia.
Dit toernooi werd met ingang van 2015 opgevolgd door de WTA Elite Trophy.

## Toernooistructuur

### 2009
Aan de eerste editie van het toernooi deden twaalf tennisspeelsters mee: tien die aan bovengenoemde criteria voldeden plus twee wildcards. De twaalf deelneemsters werden in vier groepen (pools) van drie ingedeeld, waardoor elke deelneemster ten minste twee wedstrijden speelde. De groepswinnaars gingen door naar een halve finale en eventueel de finale.
In 2009 was het prijzengeld 600.000 dollar, waarvan 200.000 voor de winnares. Als de winnares dat jaar ten minste drie International-toernooien had gewonnen (quod non), was daar een bonus van 1 miljoen dollar bij gekomen.

### 2010, 2011
Aan de volgende edities van het toernooi deden acht tennisspeelsters mee: zes die aan bovengenoemde criteria voldeden plus twee wildcards. Met deze acht deelneemsters werd een conventioneel afvaltoernooi gehouden, bestaande uit eerste ronde, halve finale en finale, aangevuld met een duel om de derde en vierde plaats.
Het prijzengeld was weer 600.000 dollar, waarvan 210.000 voor de winnares.

### 2012–2014
Ook in deze periode deden acht tennisspeelsters mee: zes die aan bovengenoemde criteria voldeden plus twee wildcards. Alle deelneemsters werden onderverdeeld in twee groepen voor groepswedstrijden. De twee besten uit elke groep gingen door naar een halve finale en eventueel de finale. Dit hield in dat de formule was gelijkgetrokken met die van de WTA Tour Championships.
In deze edities bedroeg het prijzengeld 750.000 dollar, waarvan maximaal 280.000 voor de winnares (afhankelijk van het aantal gewonnen wedstrijden in de groepsfase).

## Finales

### Enkelspel
| Datum      | Locatie        | Naam                                      | Cat.                   | ($)     | Ondergrond        | Winnares           | Verliezend finaliste | Uitslag       |         |
| ---------- | -------------- | ----------------------------------------- | ---------------------- | ------- | ----------------- | ------------------ | -------------------- | ------------- | ------- |
| 1983-11-07 | Honolulu       | Ginny Championships                       | Year-End Championships | 150.000 | tapijt, binnen    | Kathleen Horvath   | Carling Bassett      | 4-6, 6-2, 7-6 | details |
| 1984-12-31 | Port St. Lucie | Ginny Championships                       | Year-End Championships | 100.000 | hardcourt, binnen | Catarina Lindqvist | Terry Holladay       | 6-3, 6-1      | details |
| 2009-11-04 | Bali           | Commonwealth Bank Tournament of Champions | Year-End Championships | 600.000 | hardcourt, binnen | Aravane Rezaï      | Marion Bartoli       | 7-5, opg.     | details |
| 2010-11-04 | Bali           | Commonwealth Bank Tournament of Champions | Year-End Championships | 600.000 | hardcourt, binnen | Ana Ivanović       | Alisa Klejbanova     | 6-2, 7-6      | details |
| 2011-11-03 | Bali           | Commonwealth Bank Tournament of Champions | Year-End Championships | 600.000 | hardcourt, binnen | Ana Ivanović       | A Medina Garrigues   | 6-3, 6-0      | details |
| 2012-10-30 | Sofia          | Qatar Airways Tournament of Champions     | Year-End Championships | 750.000 | hardcourt, binnen | Nadja Petrova      | Caroline Wozniacki   | 6-2, 6-1      | details |
| 2013-10-29 | Sofia          | Garanti Koza Tournament of Champions      | Year-End Championships | 750.000 | hardcourt, binnen | Simona Halep       | Samantha Stosur      | 2-6, 6-2, 6-2 | details |
| 2014-10-28 | Sofia          | Garanti Koza Tournament of Champions      | Year-End Championships | 750.000 | hardcourt, binnen | Andrea Petković    | Flavia Pennetta      | 1-6, 6-4, 6-3 | details |

### Dubbelspel
| Datum      | Naam                | Cat.                   | ($)     | Ondergrond        | Winnaressen                     | Verliezend finalistes                 | Uitslag       |         |
| ---------- | ------------------- | ---------------------- | ------- | ----------------- | ------------------------------- | ------------------------------------- | ------------- | ------- |
| 1983-11-07 | Ginny Championships | Year-End Championships | 150.000 | tapijt, binnen    | Rosalyn Fairbank Candy Reynolds | Lea Antonoplis Barbara Jordan         | 5-7, 7-5, 6-3 | details |
| 1984-12-31 | Ginny Championships | Year-End Championships | 100.000 | hardcourt, binnen | Betsy Nagelsen Paula Smith      | Christiane Jolissaint Marcella Mesker | 6-3, 6-4      | details |